# Wągłczew
Wągłczew – wieś w Polsce położona w województwie łódzkim, w powiecie sieradzkim, w gminie Wróblew.
Wieś królewska Wągłczów starostwa sieradzkiego, położona w powiecie sieradzkim województwa sieradzkiego w końcu XVI wieku. W latach 1975–1998 miejscowość administracyjnie należała do województwa sieradzkiego, w odl. 14 km od Sieradza w kierunku zach.

## Historia
Była to wieś królewska. Pierwsza wzmianka o niej pochodzi z 1358 roku, kiedy to Kazimierz Wielki otrzymał Wągłczew oraz Sadokrzyce od zakonu augustianów w zamian za wioski w Kaliskiem. W okolicznych lasach w okresie powstania styczniowego działały silne oddziały powstańcze dowodzone przez gen. Edmunda Taczanowskiego. W okolicznych lasach w 1863 r. zorganizował partię powstańczą Napoleon Urbanowski, przemysłowiec z Poznania, który następnie udał się w Piotrkowskie pod rozkazy Józefa Oxińskiego. Rosjanie rozbili ten oddział pod Rychłocicami.
W lipcu 2014 r. na cmentarzu w Wągłczewie spoczął dziennikarz, felietonista, redaktor i animator kultury Sławomir Kołodziejczyk (ur. 1936 w Wągłczewie – zm. 2014 w Sieradzu). S. Kołodziejczyk był autorem kilku książek i wieloletnim prezesem Klubu Pracy Twórczej w Sieradzu.

## Zabytki
Jak wynika z „Liber beneficiorum” Jana Łaskiego (Gniezno 1880, t. I, s. 414) w 2 poł. XV w. stał tu drewniany kościół nazwany „starożytnym”. Obecnie jest tu kościół św. Klemensa fundacji Macieja i Stanisława Łubieńskich, zbudowany w l. 1622–1626 przez muratora Jerzego Hoffmana. Łubieńscy oddali kościół kanonikom regularnym Grobu Bożego, zwanym miechowitami, których generałem był Maciej Łubieński herbu Pomian (herb szlachecki) (1572–1652), arcyb. gnieźnieński, interrex po śmierci króla Władysława IV, dostojnik, który koronował Jana Kazimierza. Urodzony w pobliskiej Łubnej z ojca Świętosława i matki Barbary z Zapolskich. Zmarł w Łowiczu, a pochowany jest w kaplicy Łubieńskich w katedrze gnieźnieńskiej). Kościół stanowi budowlę późnorenesansową, jednonawową z 4-kondygnacyjną wieżą zwieńczoną barokowym hełmem. Posiada sklepienie kolebkowe z lunetami o dekoracji stiukowej typu kalisko-lubelskiego. Okna w dwóch kondygnacjach. Nad wejściem marmurowa tablica fundacyjna z obszernym napisem w jęz. łacińskim i herbem Pomian. Tenże herb fundatorów wraz z herbem województwa sieradzkiego wyciśnięty jest na blasze w bocznych drzwiach (na wprost od głównej furty wejściowej). Wyposażenie wnętrza barokowe. W ołtarzu głównym cenna rzeźba z 2 poł. XVII w. przedstawiająca grupę Ukrzyżowania. Antepedium ołtarza bogato rzeźbione, pośrodku dwuramienny krzyż stosowany przez miechowitów. Na uwagę zasługuje również ambona z XVIII w. w kształcie łodzi i cenny sprzęt liturgiczny z XVII w. oraz tablica epitafijna matki fundatorów świątyni z ok. 1648 r. Obok kościoła dawny klasztor, służący od kasaty klasztoru w 1865 r. jako plebania. Od pn. i pd. budynek wieńczą późnorenesansowe szczyty. W części wnętrz zachowane sklepienia krzyżowe. Na parterze w dwóch komnatach widoczny jest strop belkowany z bogato profilowanym sosrębem. Kościół i dawny klasztor stanowią doskonałą harmonijną całość architektoniczną. Pamiątką po wągłczewskich bożogrobcach są trzy obrazy przechowywane w sieradzkim muzeum, w tym dwa portrety przedstawiające zakonników z podwójnym krzyżem na habitach.
Według rejestru zabytków Narodowego Instytutu Dziedzictwa na listę zabytków wpisane są obiekty:
- zespół klasztorny kanoników regularnych, 1626:
  - kościół, obecnie parafialny pw. św. Klemensa, nr rej. 866 z 28.10.1967
  - klasztor, obecnie plebania, nr rej. 867 z 28.10.1967

Ponadto w Wągłczewie znajduje się cmentarz rzymskokatolicki z grobami: Karola Mniewskiego herbu Ogończyk (zm. w 1870), Hilarego Rola-Zakrzewskiego z Kaliszkowa (zm. w 1893) i jego żony Adeli z Wardęskich-Załuskowskiej herbu Godziemba, pochodzącej z Ziemi Łęczyckiej (zm. w 1901). Na wszystkich wspomnianych epitafiach wykuto herby z klejnotami.